# Афонсу V
Афо́нсу V (порт. Afonso V, прізвисько Африка́нець; порт. o Africano; 15 січня 1432 — 28 серпня 1481) — король Португалії (1438—1481). Представник Авіської династії. Син португальського короля Дуарте й арагонської інфанти Леонори.

## Біографія
Зійшов на трон у малолітньому віці після смерті батька. Тривалий час правив за допомоги регента-дядька, коїмбрського герцога Педру. Після повноліття вступив у протистояння із ним за розподіл владних повноважень. Розбив сили Педру в битві при Алфарробейрі (1449).
Діяльність Афонсу V тісно пов'язана з початком Доби великих географічних відкриттів, першими плаваннями вздовж західного узбережжя Африканського континенту, які надихав рідний дядько та організовував молодший брат його батька, інфант Енріке Мореплавець. У цей час португальцями була започаткована європейська торгівля африканськими рабами. У 1441 році до Португалії доставили перший десяток рабів, захоплених на африканському узбережжі., а починаючи з середини 1440-х років африканських рабів почали ввозити сотнями. В 1444 році португальські мореплавці досягли найзахіднішої точки африканського континенту — Зеленого мису, а у 1456 році відкрили острови Кабо-Верде.
Захопив Асілу і Танжер в Марокко (1471). Одружувався двічі: перша дружина — португальська інфанта Ізабела, донька його регента і рідного брата його батька, коїмбрського герцога Педру; друга дружина — кастильська інфанта Хуана. Підтримав останню у війні за кастильську спадщину (1476—1479). По її закінченню уклав Алкасоваський договір, який закріпив за португальцями вже відомі землі і ті, що будуть відкриті в майбутньому в Атлантиці і Африкці, зокрема Азорські острови, Мадейру, острови Зеленого мису і землі на атлантичному узбережжі Марокко і Гвінеї.
В 1457 році, завдяки золоту, що в значих кількостях почало надходити в Португалію з Західної Африки внаслідок морських експедицій, що здійснювались під керівництвом його дядька, принца Енріко Мореплавця, в Португалії було вперше запроваджено карбування золотих монет — крузаду. Крузаду, що карбувались за правління Афонсу V називались афонсудеуру.
Помер від чуми. Прізвисько — Африка́нець (порт. o Africano).

## Імена
- Афо́нсу V (порт. Afonso V; стара орфографія — Affonso) — у португальських джерелах.
- Афо́нсу V Аві́ський (порт. Afonso V de Avis) — за назвою династії.
- Афо́нсу Африка́нець (порт. Afonso, o Africano) — за прізвиськом.
- Афо́нсу Дуа́рте, або Афо́нсу Дуа́ртович (порт. Afonso Duarte) — по-батькові.
- Афо́нсу V Португа́льський (порт. Afonso V de Portugal) — за назвою країни.
- Альфо́нс V (лат. Alphonsus V) — у латинських джерелах.
- Альфо́нсо V (ісп. Alphonso V) — у кастильських, іспанських джерелах.
- Аффо́нсо V (ст.-порт. Affonso V) — у старопортугальських джерелах.

## Родина
1 Дружина — Ізабела (1432—1455), донька коїмбрського герцога Педру
Діти:
- Жуан (1451), принц Португальський (1451), помер немовлям
- Жуана (1452—1490), принцеса Португальська (1452—1455), регент (1471), католицька блаженна
- Жуан II (1455—1495), король Португалії (1481—1495)

2 Дружина — Хуана (1462—1530), донька кастильського короля Енріке IV
Діти: не було

## У культурі

### Образотворче мистецтво
- Зображений на Пам'ятнику португальським географічним відкриттям у Лісабоні.